# كيلمارنوك (فيرجينيا)
كيلمارنوك (بالإنجليزية: Kilmarnock, Virginia)‏ هي بلدة أمريكية تقع في الولايات المتحدة في مقاطعة لانكستر (فرجينيا). يقدر عدد سكانها بـ 1,244 نسمة ومساحتها 7.4 كم2 و وترتفع عن سطح البحر 27 متر.

## التركيبة السكانية
حدّد مكتب تعداد الولايات المتحدة بيانات التركيبة السكانية لكيلمارنوك في تعداد الولايات المتحدة. في ما يلي، التركيبة السكانية حسب تعدادي 2000 و2010.

### تعداد عام 2000
بلغ عدد سكان كيلمارنوك 1,244 نسمة بحسب تعداد عام 2000، وبلغ عدد الأسر 547 أسرة وعدد العائلات 305 عائلة مقيمة في البلدة. في حين سجلت الكثافة السكانية 140.4 نسمة لكل كيلومتر مربع (363.6/ميل2). وبلغ عدد الوحدات السكنية 607 وحدة بمتوسط كثافة قدره 68.5 لكل كيلومتر مربع (177.4/ميل2).
وتوزع التركيب العرقي للبلدة بنسبة 79.74% من البيض و19.05% من الأمريكيين الأفارقة و0.08% من الأمريكيين الأصليين و0.32% من الأمريكيين ذوي الأصول الآسيوية و0.08% من الأعراق الأخرى و0.72% من عرقين مختلطين أو أكثر و0.56% من الهسبانيون أو اللاتينيون من أي عرق.
بلغ عدد الأسر 547 أسرة كانت نسبة 25.4% منها لديها أطفال تحت سن الثامنة عشر تعيش معهم، وبلغت نسبة الأزواج القاطنين مع بعضهم البعض 39.9% من أصل المجموع الكلي للأسر، ونسبة 13% من الأسر كان لديها معيلات من الإناث دون وجود شريك،  بينما كانت نسبة 2.9% من الأسر لديها معيلون من الذكور دون وجود شريكة وكانت نسبة 44.2% من غير العائلات. تألفت نسبة 40.8% من أصل جميع الأسر من عدة أفراد يعيشون في نفس المنزل ونسبة 25.4% كانت تتألف من شخص يعيش بمفرده يبلغ من العمر 65 عاماً أو أكثر. وبلغ متوسط حجم الأسرة المعيشية 1.99، أما متوسط حجم العائلات فبلغ 2.66.
بلغ العمر الوسطي للسكان 52.5 عاماً. وكانت نسبة 18.4% من القاطنين تحت سن الثامنة عشر، وكانت نسبة 4.7% بين الثامنة عشر والرابعة والعشرين عاماً، ونسبة 19.1% كانت واقعةً في الفئة العمرية ما بين الخامسة والعشرين والرابعة والأربعين عاماً، ونسبة 19.6% كانت ما بين الخامسة والأربعين والرابعة والستين، ونسبة 25.6% كانت ضمن فئة الخامسة والستين عاماً فما فوق. يوجد لكل 100 أنثى 76.2 ذكر، ويوجد لكل 100 أنثى في الثامنة عشر من عمرها فما فوق 71.9 ذكر.
بلغ متوسط دخل الأسرة في البلدة 31,625 دولارًا، أما متوسط دخل العائلة فبلغ 43,500 دولارًا. وكان متوسط دخل الذكور 30,167 دولارًا مقابل 20,875 دولارًا للإناث. وسجل دخل الفرد الخاص بالبلدة 21,172 دولارًا. وكانت نسبة 9.1% من العائلات ونسبة 14.5% من السكان تحت خط الفقر، وكان من هؤلاء نسبة 18.2% تحت سن الثامنة عشر ونسبة 10.2% في الخامسة والستين من العمر وما فوق.

### تعداد عام 2010
بلغ عدد سكان كيلمارنوك 1,487 نسمة بحسب تعداد عام 2010، وبلغ عدد الأسر 705 أسرة وعدد العائلات 343 عائلة مقيمة في البلدة. في حين سجلت الكثافة السكانية 167.8 نسمة لكل كيلومتر مربع (434.6/ميل2). وبلغ عدد الوحدات السكنية 810 وحدة بمتوسط كثافة قدره 91.4 لكل كيلومتر مربع (236.7/ميل2).
وتوزع التركيب العرقي للبلدة بنسبة 65.37% من البيض و32.08% من الأمريكيين الأفارقة و0.07% من الأمريكيين الأصليين و1.01% من الأمريكيين ذوي الأصول الآسيوية و0.07% من الأعراق الأخرى و1.41% من عرقين مختلطين أو أكثر و1.14% من الهسبانيون أو اللاتينيون من أي عرق.
بلغ عدد الأسر 705 أسرة كانت نسبة 21.8% منها لديها أطفال تحت سن الثامنة عشر تعيش معهم، وبلغت نسبة الأزواج القاطنين مع بعضهم البعض 31.3% من أصل المجموع الكلي للأسر، ونسبة 13.9% من الأسر كان لديها معيلات من الإناث دون وجود شريك،  بينما كانت نسبة 3.4% من الأسر لديها معيلون من الذكور دون وجود شريكة وكانت نسبة 51.3% من غير العائلات. تألفت نسبة 45.8% من أصل جميع الأسر من عدة أفراد يعيشون في نفس المنزل ونسبة 29.1% كانت تتألف من شخص يعيش بمفرده يبلغ من العمر 65 عاماً أو أكثر. وبلغ متوسط حجم الأسرة المعيشية 1.94، أما متوسط حجم العائلات فبلغ 2.73.
بلغ العمر الوسطي للسكان 52.4 عاماً. وكانت نسبة 17.8% من القاطنين تحت سن الثامنة عشر، وكانت نسبة 6.7% بين الثامنة عشر والرابعة والعشرين عاماً، ونسبة 17.2% كانت واقعةً في الفئة العمرية ما بين الخامسة والعشرين والرابعة والأربعين عاماً، ونسبة 23% كانت ما بين الخامسة والأربعين والرابعة والستين، ونسبة 35.3% كانت ضمن فئة الخامسة والستين عاماً فما فوق. وتوزع التركيب الجنسي للسكان بنسبة 41.4% ذكور و58.6% إناث.